# Andrzej Golecki
Andrzej Golecki (ur. 19 sierpnia 1965 w Gdyni) – polski piłkarz; zdobywca brązowego medalu na 4. Mistrzostwach Europy U18 w ZSRR w 1984.
W swojej karierze występował głównie w drużynach z Pomorza, m.in. w Bałtyku Gdynia i Polonii Gdańsk. Po zakończeniu gry w piłkę został trenerem.